# Sanjiaocheng, Qinghai
Sanjiaocheng (kinesiska: 三角城, 海晏县) är en häradshuvudort i Kina. Den ligger i provinsen Qinghai, i den nordvästra delen av landet, omkring 74 kilometer nordväst om provinshuvudstaden Xining. Antalet invånare är 37 788. Befolkningen består av 18 561 kvinnor och 19 227 män. Barn under 15 år utgör 19,0 %, vuxna 15-64 år 76 %, och äldre över 65 år 4,0 %.
Runt Sanjiaocheng är det ganska tätbefolkat, med 75 invånare per kvadratkilometer. Sanjiaocheng är det största samhället i trakten. Trakten runt Sanjiaocheng består i huvudsak av gräsmarker.
Genomsnittlig årsnederbörd är 470 millimeter. Den regnigaste månaden är juli, med i genomsnitt 130 mm nederbörd, och den torraste är januari, med 2 mm nederbörd.